# Limbaj de programare vizuală
Un limbaj de programare vizuală sau „VPL” (acronim de la expresia engleză visual programming language) este un limbaj ce permite utilizatorului să programeze un calculator într-o modalitate bidimensională sau chiar cu mai multe dimensiuni. Limbajele convenționale, în mod text, nu sunt considerate bidimensionale deoarece compilatoarele le procesează ca pe un șir individual de caractere. Un limbaj de programare vizuală permite programarea cu ajutorul unor elemente grafice (vizuale) și textuale, aranjate grafic în plan (sau pe monitor), după anumite reguli. Majoritatea limbajelor de programare vizuală sunt bazate pe elementele „cutii și săgeți” – adică dreptunghiuri, cercuri sau elipse interconectate prin linii și arce.
Un limbaj transformat vizual este un limbaj la bază nevizual, dar cu o reprezentare vizuală suplimentară, suprapusă. În mod normal limbajele vizuale folosesc expresii vizuale inerente pentru care nu există un echivalent text evident.
Visual Basic, Visual C++ si întreaga familie de limbaje Microsoft Visual Studio nu sunt, în ciuda numelor lor, limbaje de programare vizuală. Ele sunt limbaje textuale care folosesc unelte grafice pentru interfețe de construcție ce ușurează această sarcină. Porțiunea de interfață utilizator a mediului de programare este vizuală, însă limbajele în sine nu sunt vizuale.

## Listă de limbaje de programare vizuală
- CODE
- EyesWeb
- Fabrik
- Hyperpascal
- LabVIEW
- Limnor
- Max
- Mindscript
- Pict
- Prograph
- Pure Data
- Quartz Composer
- Self
- Simulink
- Spreadsheets
- Squeak
- Subtext
- Tinkertoy
- VEE
- VisSim
- Visula
- VVVV